# Whigfield
Whigfield, artiestennaam van Sannie Charlotte Carlson (Skælskør, 11 april 1970), is een Deense zangeres, die bekend werd door haar eurodance-nummer "Saturday Night".

## Biografie
Ze bracht haar kinderjaren in Afrika door voor ze terugkeerde naar haar vaderland. Voorafgaand aan haar muziekcarrière werkte ze als model. Toen ze in Italië woonde, ontmoette ze producer Larry Pignagnoli. Met hem nam ze de single "Saturday Night" op, die in 1994 een grote zomerhit werd. Ze werd de eerste debutant die nieuw binnenkwam op de eerste plaats van de Britse hitlijst.
Met succesvolle singles als "Another Day" en "Think of You" bleef Whigfield meeliften op de populariteit van eurodance midden jaren negentig. Hierna raakte ze in de vergetelheid, hoewel ze nog verschillende albums uitbracht, waaronder het compilatiealbum All in One in 2007.
Vanaf 2016 bracht de zangeres materiaal uit onder de artiestennaam Sannie. Onder die naam deed ze in 2018 mee aan de Dansk Melodi Grand Prix, de Deense nationale selectie voor het Eurovisie Songfestival. Ze wist met haar nummer "Boys on Girls" echter niet door te dringen tot de superfinale.

## Discografie

### Albums
| Album met eventuele hitnotering(en) in de Nederlandse Album Top 100 | Datum van verschijnen | Datum van binnenkomst | Hoogste positie | Aantal weken | Opmerkingen |
| ------------------------------------------------------------------- | --------------------- | --------------------- | --------------- | ------------ | ----------- |
| Whigfield                                                           | 1995                  | 17-6-1995             | 25              | 17           |             |

### Singles
| Single met eventuele hitnotering(en) in de Nederlandse Top 40 | Datum van verschijnen | Datum van binnenkomst | Hoogste positie | Aantal weken | Opmerkingen                    |
| ------------------------------------------------------------- | --------------------- | --------------------- | --------------- | ------------ | ------------------------------ |
| Saturday night                                                | 1994                  | 23-4-1994             | 7               | 12           | #17 in de Mega Top 50          |
| Another day                                                   | 1994                  | 13-8-1994             | 32              | 3            | #41 in de Mega Top 50          |
| Think of you                                                  | 1995                  | 27-5-1995             | 7               | 9            | Megahit / #6 in de Mega Top 50 |
| Big time                                                      | 1995                  | 5-8-1995              | 22              | 4            | Alarmschijf                    |
| Last Christmas                                                | 1995                  | 2-12-1995             | tip             |              |                                |
| Sexy eyes                                                     | 1996                  | 18-5-1996             | 30              | 7            |                                |

| Single met hitnotering(en) in de Vlaamse Ultratop 50 | Datum van verschijnen | Datum van binnenkomst | Hoogste positie | Aantal weken | Opmerkingen              |
| ---------------------------------------------------- | --------------------- | --------------------- | --------------- | ------------ | ------------------------ |
| Saturday night                                       | 29-11-1993            | 21-05-1994            | 14              | 9            | #10 in de Radio 2 Top 30 |
| Another day                                          | 29-08-1994            | 01-10-1994            | 32              | 3            |                          |
| Think of you                                         | 15-05-1995            | 03-06-1995            | 12              | 12           | #12 in de Radio 2 Top 30 |
| Big time                                             | 31-07-1995            | 19-08-1995            | 29              | 5            | #29 in de Radio 2 Top 30 |
| Sexy eyes                                            | 26-03-1996            | 18-05-1996            | 30              | 11           | #30 in de Radio 2 Top 30 |
| Gimme gimme                                          | 04-11-1996            | 14-12-1996            | tip7            | -            |                          |
| How long ?                                           | 08-02-2016            | 05-03-2016            | tip             | -            | als Sannie               |